# Old Toronto
Mit Old Toronto wird der zentrale Bezirk Torontos bezeichnet. Im Wesentlichen entspricht dieser dem Umfang der Stadt, bevor sie 1998 mit weiteren Stadtteilen verschmolzen ist. Wenn im historischen Kontext von Old Toronto gesprochen wird, ist der alte Stadtkern vor dem Großen Brand 1904 gemeint. Der heutige Stadtteil Old Toronto hat eine Fläche von 97,15 Quadratkilometern mit 676.352 Einwohnern (2001). Die Demografie von Old Toronto im Jahr 2001 wies 70 % Weiße, 10 % Chinesen, 5 % Schwarze, 5 % Südasiaten, 3 % Philippiner, 2 % Lateinamerikaner, 2 % Südostasiaten, 1 % Koreaner und 2 % andere auf.